# Mike Finneran
Michael Holman Finneran –conocido como Mike Finneran– (Rockville Centre, 21 de septiembre de 1948) es un deportista estadounidense que compitió en saltos de trampolín. Ganó una medalla de oro en los Juegos Panamericanos de 1971, en la prueba individual.

## Palmarés internacional
| Juegos Panamericanos | Juegos Panamericanos | Juegos Panamericanos | Juegos Panamericanos |
| Año                  | Lugar                | Medalla              | Prueba               |
| -------------------- | -------------------- | -------------------- | -------------------- |
| 1971                 | Cali (Colombia)      | Medalla de oro       | Trampolín 3 m        |